# Ljudi-zmije
Ljudi-zmije je epizoda Zagora objavljena u svesci #171. u izdanju Veselog četvrtka. Na kioscima u Srbiji se pojavila 11. marta 2021. Koštala je 270 din. (2,27 €; 2,65 $) Imala je 94 strane.

## Originalna epizoda
Originalna epizoda pod nazivom Gli uomini serpente objavljena je premijerno u #639. regularne edicije Zagora u izdanju Bonelija u Italiji 3. oktobra 2018. Epizodu su nacrtali Sedioli Gianni i Verni Marco, a scenario Rauch Jacopo. Naslovnicu je nacrtao Alessandro Piccinelli. Koštala je 4,4 €.

## Prethodna i naredna epizoda
Prethodna epizoda nosila je naslov Senke nad brodom Golden Bejbi (#170), a naredna Hram hiljadu smrti (#172)

## Spoljašnje veze
- Detaljan sadržaj stripa može se pogledati na sajtu Stripocenzija (31.5.2021)